# The Rockin' Vickers
Rockin 'Vickers var ett engelskt rock'n'roll band från Blackpool verksamma på 1960-talet. De kallades ursprungligen Rev Black and The Rockin' Vicars. Senare förkortades namnet till The Rockin' Vicars, men för att ha en chans att få fler spelningar och ett skivkontrakt, ändrade de sitt namn till "Rockin 'Vickers". Bandet är mest känt för att Lemmy, som gick under namnet Ian Willis vid den tiden, var gitarrist i bandet. Deras sista singel, "Dandy", en cover på The Kinks låt, producerades av Shel Talmy.

## Historia
Rockin 'Vickers bildades 1963 och byggde upp sitt rykte, som många andra merseybeat-grupper, genom att spela R & B och Beat standarder. De blev snart kända för sina ovanligt intensiva livespelningar och besynnerliga scenkostymer. Deras scenkläder bestod av en kombination av samiska plagg och prästkläder. De turnerade huvudsakligen runt Blackpool men spelade även ute i Europa, bland annat i forna Jugoslavien sommaren 1965, och var därmed ett av de första banden som spelade i ett socialistiskt land i Östeuropa. De var särskilt populära i Finland och spelade där in en singel, en version av Zing! Went the Strings of My Heart. De släppte fyra singlar. Bandet splittrades 1967.
År 1967 bildade musikern Dave Rossall (fd Bruce & The Spiders), en ny australisk version av bandet som hette Rev Black and Rockin' Vicars (1967–1969). Detta australiska bandet fortsatte med att släppa fyra singlar.

## Discografi
Singlar
- "I Go Ape" b/w "Someone Like You", Decca F 11993, 1964, UK
- "Stella" b/w "Zing! Went the Strings of My Heart",  Decca SD5662, 1965, Finland
- "Stella" b/w "Zing! Went the Strings of My Heart", 1966, Irland
- "It's Alright (Townshend)" b/w "Stay By Me", CBS 202051, Mars 1966, UK
- "Dandy (Davies)" b/w "I Don't Need Your Kind", CBS 202241, October 1966, UK
- "Dandy (Davies)" b/w "I Don't Need Your Kind", Columbia 4-43818 1966, USA

Samlingsalbum
- Its Alright: The Complete Rockin' Vickers, RPM CD196 1995, UK

"I Go Ape" / "Someone Like Me" / "Zing Went The Strings Of My Heart" / "Stella" / "It's Alright" / "Stay By Me" / "Dandy" / "I Don't Need Your Kind Of Love" / "Baby Never Say Goodbye" / "I Just Stand There" / "Say Mama" / "Shake Rattle & Roll" / "What The Matter Jane" / "Little Rosy" (Ray Davies) (+ rehearsal extract)